# Maurice Goudeket
 (février 2023).
Pour les articles homonymes, voir Goudeket.
Maurice Goudeket est un homme d'affaires, journaliste et écrivain français, né le 3 août 1889 dans le 8e arrondissement de Paris et mort le 28 janvier 1977 à Neuilly-sur-Seine. Il est connu principalement comme le troisième et dernier époux de Colette.

## Biographie
C'est en février ou en avril 1925 que Colette rencontre pour la seconde fois Maurice Goudeket. Elle a alors 52 ans. Lui dit l'avoir déjà vue étant enfant. Mais, au moment de leur seconde rencontre, dans les salons d'Andrée Bloch-Levalois, dont Goudeket est l'amant, il la regarde d'un autre œil. Marguerite Moreno l'a amenée avec l'autorisation de la maîtresse de maison, qui l'a invitée au no 15 avenue Carnot à Paris. Colette arrive détendue, s'allonge à plat ventre sur le sofa, une pomme à la bouche, jouant de ses charmes, ondulant son corps de félin. Maurice Goudeket, un libertin âgé de 36 ans, « comme la Tour Eiffel », dit-il volontiers, est à cheval sur les convenances. Il regarde Colette avec sévérité : il la juge un peu trop en chair mais sait apprécier ses belles épaules, sa voix de bronze au son pénétrant et son profil si particulier.[réf. nécessaire]
Goudeket, courtier en perles, mène grand train : voiture de luxe, chauffeur et splendide appartement dans le 16e arrondissement de Paris. Il a, sous des cheveux noir corbeau, une peau satinée. Il est toujours tiré à quatre épingles, s'exprime avec grâce et aisance, écrit des vers. Il devient l'amant de Colette, qui devra batailler ferme pour l'enlever à Andrée Bloch-Levalois. Malgré tout, les deux couples continueront de se fréquenter.
Colette emmène Goudeket dans sa villa Roz Ven à Saint-Coulomb près de Saint-Malo. Ils passent ensuite les vacances d'été 1925 en Provence, à la Bergerie de Beauvallon, une région que Maurice Goudeket fait découvrir à Colette. Elle a le coup de foudre pour cette région : elle vend alors Roz Ven et achète en novembre une maison dans la Baie des Caroubiers, rue des Cannebiers à Saint-Tropez, qu'elle nomme « La Treille Muscate ».
De 1927 à 1930, Colette habite au no 9 rue de Beaujolais, à Paris, dans le 1er arrondissement, à côté des jardins du Palais-Royal, dans l'entresol qu'elle appelle « le Tunnel ». Maurice vit toujours dans sa garçonnière de l'avenue du Président-Wilson. Il sert de modèle à Colette pour le personnage de Vial dans La Naissance du jour, qu'elle commence en 1927 et publiera en 1928.
À la fin de l'année 1930, le couple s'installe dans un appartement au dernier étage de l'hôtel Claridge, au no 37 Rue François-1er, à Paris. Maurice fait l'acquisition cette année-là d'une grande propriété proche de Montfort-l'Amaury, « La Gerbière », qu'il revend l'année suivante et où Colette écrira la fin de Sido. Sa future épouse, amie de la couturière Germaine Patas, décide en 1932 de créer un magasin de produits de beauté à son nom au n° 6 rue de Miromesnil. C'est Maurice qui s'occupe de l'installation avec l'architecte. Puis elle ouvre une succursale à Nantes, Saint-Tropez sur le port.
Le 3 avril 1935, il épouse Colette — qui l'appelle afin qu'ils puissent faire le voyage inaugural du paquebot le Normandie dans la même cabine et partager la même chambre en Amérique. Ils sont invités, Colette devant écrire chaque jour un article. Le bateau vogue le 29 mai 1935 depuis le Havre en direction des États-Unis.
Le Claridge ferme pour travaux en 1936. Le couple va habiter dans l'immeuble Marignan.
En janvier 1938, ils emménagent à nouveau au no 9 rue de Beaujolais, mais au premier étage, les fenêtres donnant sur les jardins du Palais-Royal, puis ils achètent une résidence à Méré, « Le Parc », dont l'une des fenêtres fut l'objet d'un de ses poèmes. Ils s'en sépareront en 1940. Colette et Maurice Goudeket passent le Nouvel An 1939 à Versailles « comme des bourgeois de 1900, 12 maîtres d'hôtel pour huit clients. Et un orchestre qui joue des pavanes. Nous avions le fou rire... »[réf. nécessaire] Au cours de l'année, son épouse est immobilisée par l'arthrite. Maurice est employé comme journaliste à Paris-Soir, avec Pierre Lazareff.
Maurice finit par convaincre Colette de prendre le large. Ils se rendent en Corrèze en juin 1940 au Château de Curemonte, propriété de la fille de Colette, Colette de Jouvenel qui y réside. Ils sont de retour en septembre.
Du fait de ses origines juives, Maurice est arrêté par la Gestapo le 12 décembre 1941, lors de la rafle dite « des notables », et est transféré au camp de Compiègne. Il est relâché le 6 février 1942. Beaucoup revendiquent le fait d'avoir été les artisans de cette libération dont les circonstances ne sont pas connues car Colette a fait intervenir de nombreuses personnalités pour qu'elles usent de leur influence : Drieu La Rochelle, Jacques Chardonne, Sacha Guitry, Robert Brasillach, Misia Sert, des membres du gouvernement de Vichy, l'ambassadeur d'Allemagne à Paris Otto Abetz dont l'épouse est française et admiratrice de l'écrivaine. 
L'année 1942 est endeuillée par le suicide de l'amie de Colette Misz Hertz, d'origine juive, épouse de Léopold Marchand, son adaptateur de Chéri et  La Vagabonde. Il quitte Paris en juin 1942 et se réfugie à Saint-Tropez. Il rentre à Paris en décembre et va demeurer dans une semi-clandestinité pendant la durée des hostilités.
Alitée par l'arthrite, Colette peut de moins en moins sortir de son appartement. Maurice reste à ses côtés et lui apporte une aide précieuse, autant affective qu'intellectuelle. Au nombre des fidèles, l'ami Jean Cocteau.
En 1948, il crée les éditions du Fleuron et compile des notes biographiques pour la publication des Œuvres complètes en 15 volumes de Colette. Ce travail va s'étaler jusqu'en 1950.
En 1950, il fonde avec Pierre Berès les Éditions La Palme au no 1 rue Beaujon à Paris.
Le 9 janvier 1954 a lieu la première du film Le Blé en herbe, de Claude Autant-Lara, avec Edwige Feuillère, le 3 août 1954, Colette meurt dans son appartement du Palais-Royal, sans l'assistance d'un prêtre comme le demandait la doctoresse Marthe Lamy à Maurice, qui refuse. Elle est inhumée le 7 août avec des obsèques nationales au cimetière du Père-Lachaise, où sa fille viendra plus tard la rejoindre. Monseigneur Feltin a refusé la cérémonie religieuse que lui demande Maurice.
En 1959, quelques mois après le décès du couturier Lucien Lelong, il épouse sa veuve Sanda Dancovici, actrice jouant une élève du Conservatoire dans le film Entrée des artistes de Marc Allégret 1938. Ils auront un fils, Laurent, né en 1960 et mort en novembre 1990. Il fait savoir qu'il possède encore les 400 lettres que Colette lui a écrites et qu'il aimerait que cette correspondance soit publiée après sa mort. Michel Rémy-Bieth n'acceptant pas de lui vendre les lettres intimes adressées à Missy entre 1907 et 1940 par Colette et qu'il venait d'acquérir chez un marchand de la rue de l'Odéon, Maurice refusera de lui laisser voir la chambre de celle-ci. C'est après des démarches que la fille de Colette, Colette de Jouvenel la lui fera visiter.
Son ami Pierre Berès présentera en mars 1961 avec Fernand de Nobele, libraire et éditeur, la bibliothèque de Maurice à la vente publique de l'étude de Maîtres Rheims et Laurin. Il meurt en 1977. Il est enterré au cimetière de Deauville aux côtés de son fils Laurent et de sa femme Sanda.

## Publications
- 1917 : Le tissu de l'heure présente : Quelques vers en combattant, 1914-1916, Les écrits français.
- 1937 : Des abeilles sur le pont supérieur, d'après le roman de l'Anglais John Boyton Priestley, adapté par Maurice Goudeket, mise en scène de Georges Pitoëff, joué à partir du 14 septembre 1937 au théâtre des Mathurins.
- 1946 : Pas un mot à la reine mère, pièce de Maurice Goudeket et Yves Mirande adapté par Yves Mirande et Maurice Cloche, production CCFC, durée 85mm, avec Suzanne Dehelly, Pierre Bertin, Liliane Bert, Daniel Clérice, Maurice Baquet, Pierre Juvenet, Denise Provence.
- 1947 : Lettres de Madame, duchesse d'Orléans, née Princesse Palatine depuis son arrivée en France jusqu'à la mort de Louis XIV, Édition établie, annotée et préfacée par Maurice Goudeket, Club du Livre.
- 1948-1950 : « Notice bibliographique » en tête de chaque ouvrage des 15 volumes de l'édition du Fleuron chez Flammarion des Œuvres Complètes de Colette.
- 1956 : Près de Colette, Flammarion, 1re édition, 1 vol., in-12°, mai 1956, 286 p.
- 1965 : La douceur de vieillir, Flammarion, 226 p.
- 1956 : Près de Colette, réédition au Club de la femme, précédé d'une interview de l'auteur et de documents iconographiques.
- 1973 : « Recueils posthume » augmentant les Œuvres Complètes de Colette en 16 volumes chez Flammarion, édition du Centenaire, pièces rassemblées par Maurice Goudeket.